# Pinus lumholtzii
Pinus lumholtzii ist ein immergrüner Nadelbaum aus der Gattung der Kiefern (Pinus) mit meist 20 bis 30 Zentimeter langen, hängenden und in Dreiergruppen wachsenden Nadeln und 3,5 bis 5,5 Zentimeter langen Samenzapfen. Das natürliche Verbreitungsgebiet liegt in der Sierra Madre Occidental in Mexiko. Die Art ist nicht gefährdet. Sie wird kaum wirtschaftlich genutzt und auch gärtnerisch selten verwendet.

## Beschreibung

### Erscheinungsbild
Pinus lumholtzii wächst als immergrüner, bis zu 20 Meter hoher Baum. Der Stamm ist gerade und erreicht einen Brusthöhendurchmesser von 50 bis 70 Zentimeter. Die Stammborke ist dick, sehr rau und schuppig, dunkelbraun bis graubraun und in unregelmäßige, längliche Platten und tiefe, breite, vertikale Risse aufgeteilt. Die Äste stehen waagrecht oder aufsteigend, Äste höherer Ordnung, also nicht die Hauptäste, sind dünn, biegsam und überhängend. Die Baumkrone ist breit, kuppelförmig und meist offen. Junge Triebe sind unbehaart, anfangs mit einer Wachsschicht überzogen und werden später rötlich braun und dann grau.

### Knospen und Nadeln
Die vegetativen Knospen sind eiförmig-konisch, spitz und harzig. Endständige Knospen sind etwa 15 Millimeter lang bei Durchmessern von 8 Millimetern, seitständige Knospen sind kleiner. Die als Knospenschuppen ausgebildeten Niederblätter sind rotbraun, trockenhäutig, pfriemförmig und bis zu 10 Millimeter lang. Die Nadeln wachsen zu dritt, nur in Ausnahmefällen zu zweit oder zu viert, in einer anfangs ab 20 meist 25 bis 35 Millimeter langen Nadelscheide. Die Nadelscheide besteht aus etwa zehn rötlich braunen Schuppen, die sich bald trennen und an der Basis ein Büschel bilden und später ganz abfallen. Die Nadeln sind stark hängend, weich, dick, hellgrün, 20 bis 30 Zentimeter, selten ab 15 und bis 40 und mehr Zentimeter lang und 1,2 bis 1,5 Millimeter, selten nur 1,0 Millimeter dick. Sie bleiben zwei Jahre am Baum. Der Nadelrand ist fein gesägt, das Ende spitz. Auf allen Nadelseiten gibt es deutlich sichtbare Spaltöffnungslinien. Es werden vier bis acht selten bis zehn Harzkanäle gebildet.

### Zapfen und Samen
Die Pollenzapfen wachsen in kleinen Gruppen. Sie sind anfangs rosafarben, später gelb, zylindrisch und ausgewachsen 2 bis 3 Zentimeter lang bei Durchmessern von etwa 5 Millimetern. Die Samenzapfen wachsen an den Seiten oder nahe den Enden von Zweigen, meist einzeln, seltener in Wirteln zu zweit oder zu dritt auf 10 bis 15 Millimeter langen, gebogenen Stielen, die leicht abbrechen und dann am Zapfen verbleiben. Ausgereifte Zapfen sind geschlossen eiförmig bis eiförmig verschmälert, geöffnet eiförmig bis eiförmig-spitz, ab 3 meist 3,5 bis 5,5 und selten bis 7 Zentimeter lang und ab 2,5 meist 3 bis 4,5 Zentimeter breit. Die meist 60 bis 80 selten ab 50 und bis 100 Samenschuppen sind dick holzig, mehr oder weniger rechteckig, öffnen sich weit, wobei die nahe der Basis liegenden Schuppen geschlossen bleiben oder sogar verwachsen sind. Die Apophyse ist entlang des äußeren Randes verdickt, undeutlich quer gekielt, mit rhombischem oder fünfeckigem Umriss, ockerfarben oder rötlich braun. Die Apophyse basaler Schuppen ist höckrig. Der Umbo ist flach oder leicht vorstehend und mit einem kleinen, bald abfallenden Stachel bewehrt. Die Samen sind schief verkehrt-eiförmig, leicht abgeflacht, 3 bis 5 Millimeter lang, dunkelbraun und schwarz gepunktet. Die Samenflügel sind ab 8 meist 10 bis 14 Millimeter lang, 4 bis 6 Millimeter breit, gelblich oder graubraun.

## Verbreitung, Ökologie und Gefährdung

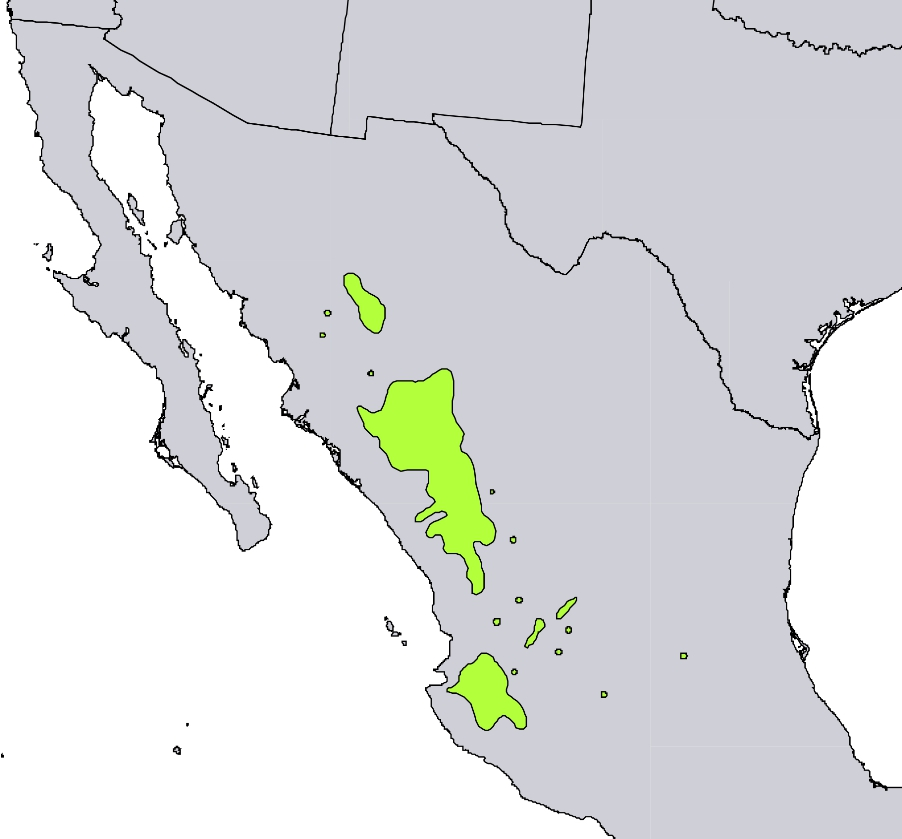
Natürliches Verbreitungsgebiet

Das natürliche Verbreitungsgebiet von Pinus lumholtzii liegt in Mexiko in der Sierra Madre Occidental in den Bundesstaaten Chihuahua, Sinaloa, Durango, Nayarit, Jalisco, Zacatecas, Aguascalientes und Guanajuato.
Die Art wächst in Höhen von 1700 bis 2600 Metern, selten auch ab 1500 und bis 2900 Meter Höhe auf den niedrigeren und mittelhohen Hängen der Sierra Madre. Das Verbreitungsgebiet wird der Winterhärtezone 9 zugerechnet mit mittleren jährlichen Minimaltemperaturen zwischen −6,6° und −1,2° Celsius (20 bis 30° Fahrenheit). Die jährliche Niederschlagsmenge beträgt etwa 500 bis 600 Millimeter, außer in den feuchtesten und trockensten Gebieten, und fällt meist als Sommerregen. Sie wächst meist in Mischwäldern aus Kiefern und Eichen. Andere häufig mit Pinus lumholtzii auftretende Kiefern sind Pinus leiophylla, Pinus arizonica, Pinus douglasiana, Pinus teocote und Pinus oocarpa. In niederschlagsreicheren Gebieten findet man sie zusammen mit Pinus ayacahuite und Pseudotsuga menziesii, in trockeneren kann Pinus cembroides zusammen auftreten.
In der Roten Liste der IUCN wird Pinus lumholtzii als nicht gefährdet („Lower Risk/least concern“) eingestuft. Es wird jedoch darauf hingewiesen, dass eine Neubeurteilung notwendig ist.

## Systematik und Forschungsgeschichte
Pinus lumholtzii ist eine Art aus der Gattung der Kiefern (Pinus), in der sie der Untergattung Pinus, Sektion Trifoliae und Untersektion Australes zugeordnet ist. Sie wurde 1895 von Benjamin Lincoln Robinson und Merritt Lyndon Fernald in den Proceedings of the American Academy of Arts and Sciences erstmals wissenschaftlich beschrieben. Der Gattungsname Pinus wurde schon von den Römern für mehrere Kiefernarten verwendet. Das Artepitheton lumholtzii ehrt den norwegischen Naturforscher Carl Lumholtz (1851–1922), der die wissenschaftliche Expedition leitete, auf der das Typusexemplar gefunden wurde.
Pinus lumholtzii ähnelt durch ihre hängenden Nadeln der deutlich größeren Pinus patula, die in den feuchteren Gebieten im östlichen und südlichen Mexiko auftritt. Genauere Analysen beispielsweise der abfallenden Blattscheiden legen jedoch eine engere Verwandtschaft mit Pinus leiophylla nahe.

## Verwendung
Durch das verstreute Auftreten in Mischwäldern hat die Art wirtschaftlich nur eine geringe Bedeutung. Sie wurde jedoch in manchen Gebieten zusammen mit anderen Kiefern wegen des Holzes stark übernutzt. Die Art ist in Mexiko wegen ihrer hängenden Nadeln als „pino triste“ (übersetzt etwa „Trauerkiefer“) bekannt, wird jedoch trotzdem kaum gärtnerisch verwendet.